# Oscillatoria
Oscillatoria è un genere di cianobatteri filamentosi che comprende numerose specie d'acqua dolce e marine, a distribuzione cosmopolita.
Questo cianobatterio è in grado di produrre tossine (cianotossine) pericolose anche per l'uomo, se vengono raggiunte concentrazioni critiche, con disturbi a livello del sistema nervoso centrale.

## Distribuzione e habitat
Le Oscillatoria sono presenti nel plancton di mari e laghi, e, soprattutto in questi ultimi, possono dare luogo a fenomeni di intensa fioritura. Nelle nostre acque interne è particolare il ruolo di Oscillatoria rubescens (= Planktothrix rubescens) che può portare fenomeni di colorazione in rosso delle acque.

## Descrizione
Il genere deve il proprio nome ai movimenti di tipo rotatorio (intorno all'asse del filamento) e oscillatorio compiuti dai tricomi, probabilmente in seguito a contrazioni ritmiche del protoplasma cellulare. I tricomi, dritti o ricurvi,  sono generalmente liberi e solitari, privi di guaina esterna e costituiti da cellule cilindriche o a barilotto, con un rapporto lunghezza-larghezza della cellula che varia nelle diverse specie. Il diametro dei tricomi può variare dai pochi μm fino agli oltre 100 μm di Oscillatoria princeps.

## Riproduzione
La riproduzione è solo di tipo vegetativo, come in tutti i Cianobatteri, e avviene mediante la frammentazione del tricoma in numerose porzioni dette ormogoni.

## Tassonomia
Questo genere è stato oggetto di profonda revisione tassonomica negli ultimi anni in seguito all'utilizzo dell'approccio sistematico biomolecolare.